# Glos-sur-Risle
Glos-sur-Risle är en kommun i departementet Eure i regionen Normandie i norra Frankrike. Kommunen ligger i kantonen Montfort-sur-Risle som tillhör arrondissementet Bernay. År 2022 hade Glos-sur-Risle 598 invånare.

## Befolkningsutveckling
Antalet invånare i kommunen Glos-sur-Risle
Referens:INSEE